# Cut the Rope
『Cut the Rope』（カット・ザ・ロープ）は、ロシアのゲーム開発会社ZeptoLabが開発したパズルゲームのシリーズ。
ゲームの目的は、星を集めながら、「オムノム」（Om Nom）という名前の小さな緑の生き物にキャンディーを与えることである。オムノムとは英語のオノマトペの一つで、日本語の「もぐもぐ」や「パクパク」にあたる。オムノムはいわば食いしん坊の緑色の生物である。ゲームではキャンディが吊られた紐を指でスワイプし切ることによってその生物にキャンディを与える。
2011年より、本作を題材としたWebアニメ『オムノムストーリーズ』が公開されている。
2015年5月の時点で『Cut the Rope』は6億回以上ダウンロードされ、2018年までに10億回以上ダウンロードされた。

## シリーズ作品
- Cut the Rope (2010)
- Cut the Rope: Experiments (2011)
- Cut the Rope: Time Travel (2013)
- Cut the Rope 2 – Unexpected Adventure (2013)
- Cut the Rope: Triple Treat (2014)
- My Om Nom (2014)
- Cut the Rope: Magic (2015)
- Om Nom: Merge (2019)
- Om Nom: Run (2020)
- Cut the Rope Remastered (2021)